# A Graña (Ferrol)

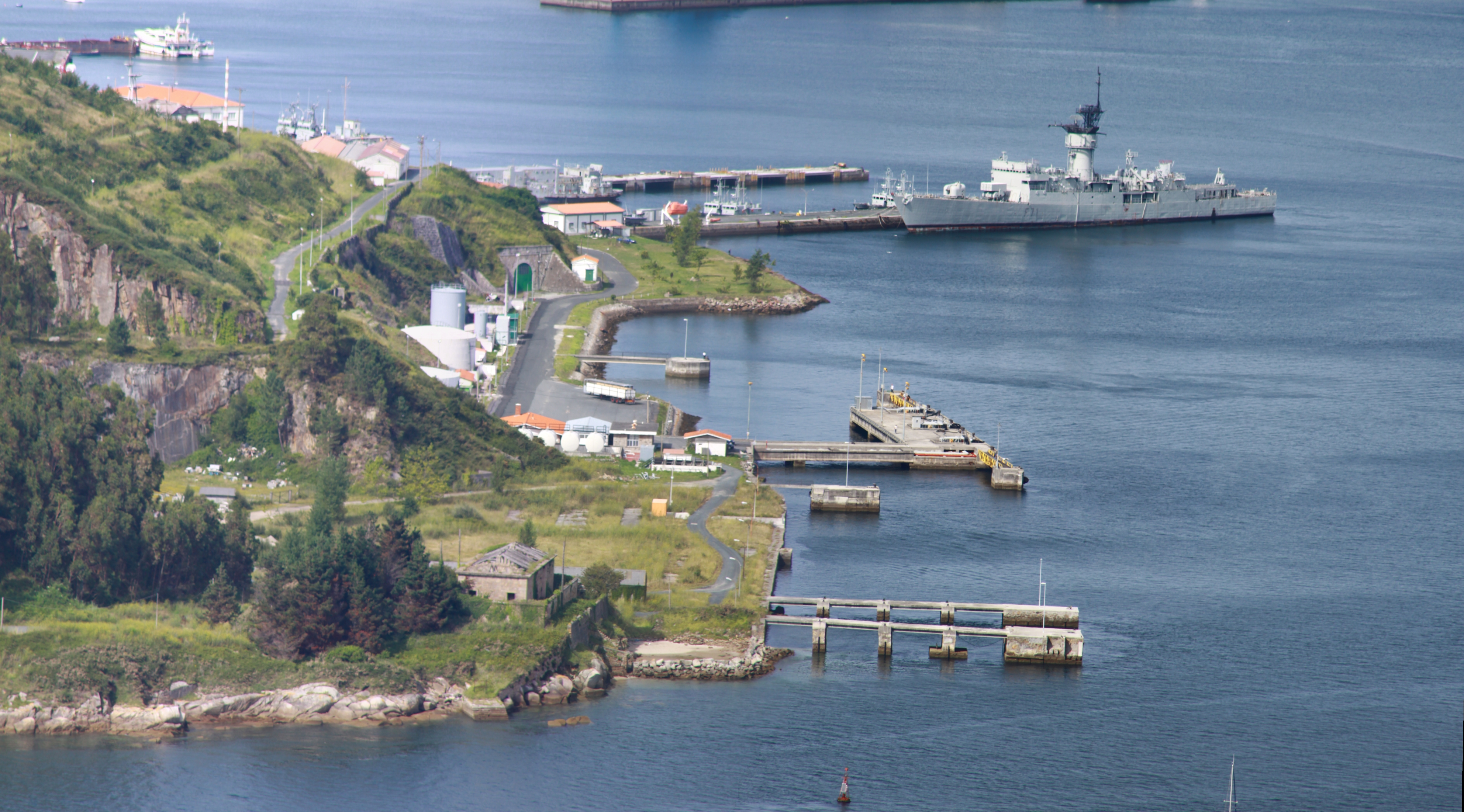
A Graña

A Graña, oficialment Santa Rosa de Viterbo da Graña, és una parròquia i localitat del municipi gallec de Ferrol, a la província de la Corunya.
Limita al nord i oest amb la parròquia de Brión, al sud amb la ria de Ferrol i a l'est amb la parròquia d'A Cabana. El seu topònim fa referència a una antiga explotació ramadera o agrícola.
L'any 2015 tenia 467 habitants agrupats en una única entitat de població.